# Juan Antonio Pizarro
Juan Antonio Pizarro García (Palmira (Valle del Cauca), 1917-Bogotá, 1982) fue un oficial de la Armada Nacional de Colombia.
Juan Antonio  Pizarro García ocupó el rango de vicealmirante de la Armada de la República de Colombia, estando activo desde 1932 a 1959, y siendo muy cercano al presidente y general Gustavo Rojas Pinilla, de quien fue defensor. 
Entre 1957 y 1958 fue Comandante en Jefe de las Fuerzas Militares de Colombia, durante la Junta Militar de Gobierno dirigida por el general Gabriel París.
Fue seguidor del Partido Conservador Colombiano, y padre de los líderes de izquierda y guerrilleros del Movimiento 19 de abril (M-19) Carlos Pizarro y Margot Clemencia Pizarro; del guerrillero Hernando Pizarro Leongómez,  dirigente del Comando Ricardo Franco; del empresario Juan Antonio Pizarro, y del académico y politólogo Eduardo Pizarro Leongómez.
Es el abuelo de las hijos de Carlos Pizarro Leongómez: la representante a la Cámara María del Mar Pizarro García,  la senadora María José Pizarro Rodríguez y Carlos Andrés Pizarro Molina.

## Biografía
Juan Antonio Pizarro García nació en Palmira, Valle del Cauca, en el seno de una familia  con fuertes vínculos con el conservatismo y más tarde con las fuerzas militares colombianas.
Hizo sus estudios básicos en el colegio  de San Bartolomé en Bogotá. Realizó su carrera militar en la Armada de la República de Colombia. Participó en la guerra colombo-peruana de 1932. y formó parte del Batallón Colombia en apoyo de Corea del sur en la guerra de Corea, 1950-1953. 
En 1952 fue designado Comandante de la Base Naval de Cartagena. En 1955 el general Gustavo Rojas Pinilla lo envió como agregado militar a los Estados Unidos. También fue delegado ante la Junta Interamericana de Defensa (JID), órgano asesor de la OEA. Fue uno de los 90 miembros de la Asamblea Nacional Constituyente convocada por el general Rojas Pinilla.
En 1956  el vicealmirante J.A. Pizarro García renunció a su cargo y pidió la baja de su servicio militar, regresando a Colombia debido a las consecuencias de los sucesos de la plaza de Toros La Santamaría en 1956, en respuesta a la agresión que sufrió la hija del general Rojas Pinilla, María Eugenia Rojas. 

### Comandante de las Fuerzas Militares (1957-1958)
En mayo de 1957 el general Rojas renunció a la presidencia por múltiples manifestaciones en su contra, dejando el poder a una Junta Militar de cinco miembros seleccionados por el propio general. La Junta Militar solicitó al vicealmirante Pizarro García su reintegro a la armada y fue nombrado en 1957 Comandante en jefe de las Fuerzas Militares, como uno de los oficiales más antiguos  de las fuerzas armadas colombianas.
Terminado su cargo con el regreso de la democracia y la elección del liberal Alberto Lleras como presidente de Colombia, el vicealmirante Pizarro García solicitó el retiro definitivo de las Fuerzas armadas en 1959.
Juan Antonio Pizarro García falleció en 1982, víctima de un cáncer de próstata.

## Vida privada

### Semblante
Su hijo Eduardo Pizarro Leongómez lo describió asíː

"Era un hombre de ideas conservadoras (...) y gran lector de Teilhard de Chardin, que rendía culto a la libertad ajena y sentía profundo respeto por las personas que defendían a fondo sus convicciones. Un hombre que hizo de la honestidad una constante de su vida."

### Familia
Juan Antonio Pizarro García provenía de una familia de militares afiliados al Partido Conservador Colombiano. Entre sus parientes  lejanos estaba Gabriel Reveiz Pizarro y Harold Bedoya Pizarro, ambos comandantes de las Fuerzas Militares de Colombia. La familia Pizarro Leongómez es una familia clánica, de identidad compartida, con uniforme identidad y fuerte liderazgo matrilineal.

### Matrimonio y descendencia

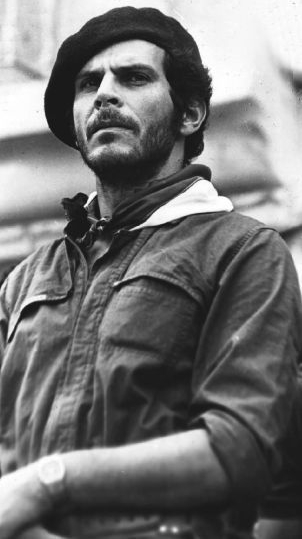
Su tercer hijo, Carlos Pizarro Leongómez.

Juan Antonio Pizarro García se casó con Margot Fresia Leongómez Matamoros el 20 de agosto de 1947 a quien conoció en Cartagena cuando Pizarro era capitán de corbeta asignado en esa ciudad. La pareja tuvo cinco hijos: Juan Antonio, Eduardo, Carlos, Hernando y Margot Clemencia Pizarro Leongómez.

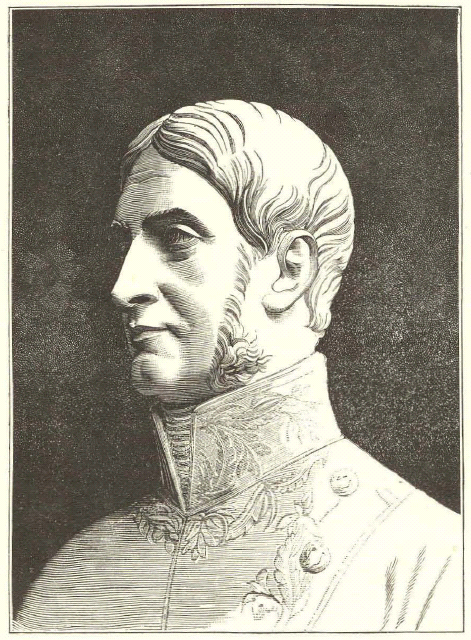
José Acevedo y Gómez

Margot Fresia,  la madre, nacida en Chile, era hija del oficial del ejército y diplomático, coronel Eduardo Leongómez Leyva, descendiente del prócer de la Independencia de Colombia, José Acevedo y Gómez, quien era su tatarabuelo. Margot Fresia siempre defendió sus orígenes familiares con orgullo y le contaba a sus hijos historias sobre el prócer Acevedo. Tenía pretensiones nobiliarias,  y decidía y organizaba la vida de los cinco hijos.
Respecto a sus hijos: 
Carlos, fue veinte años guerrillero y  comandante del M-19, siendo el responsable de la desmovilización de dicha guerrilla en 1990 y la firma de la paz con el presidente Virgilio Barco, año en que lanzó su candidatura presidencial, y fue asesinado en esa campaña. Tuvo 3 hijos durante su vida guerrillera: Con Myriam Rodríguez, militante del M-19, Pizarro fue padre de la política de izquierda María José Pizarro Rodríguez; con Laura García, tuvo a María del Mar Pizarro García; y con Hélida Molina a Carlos Andrés Pizarro Molina, un hijo póstumo hoy reconocido y con el  nombre y apellido de su padre..

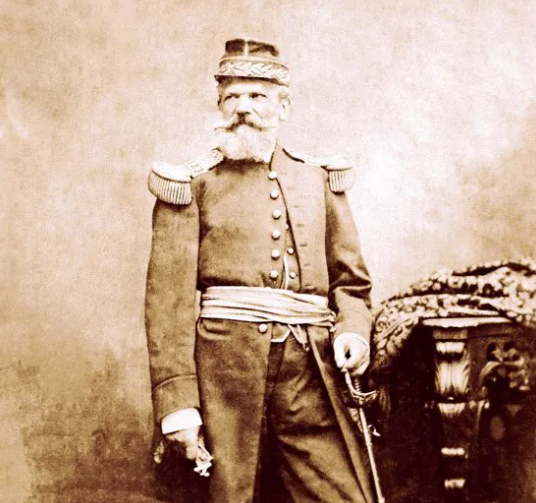
General Leonardo Canal.

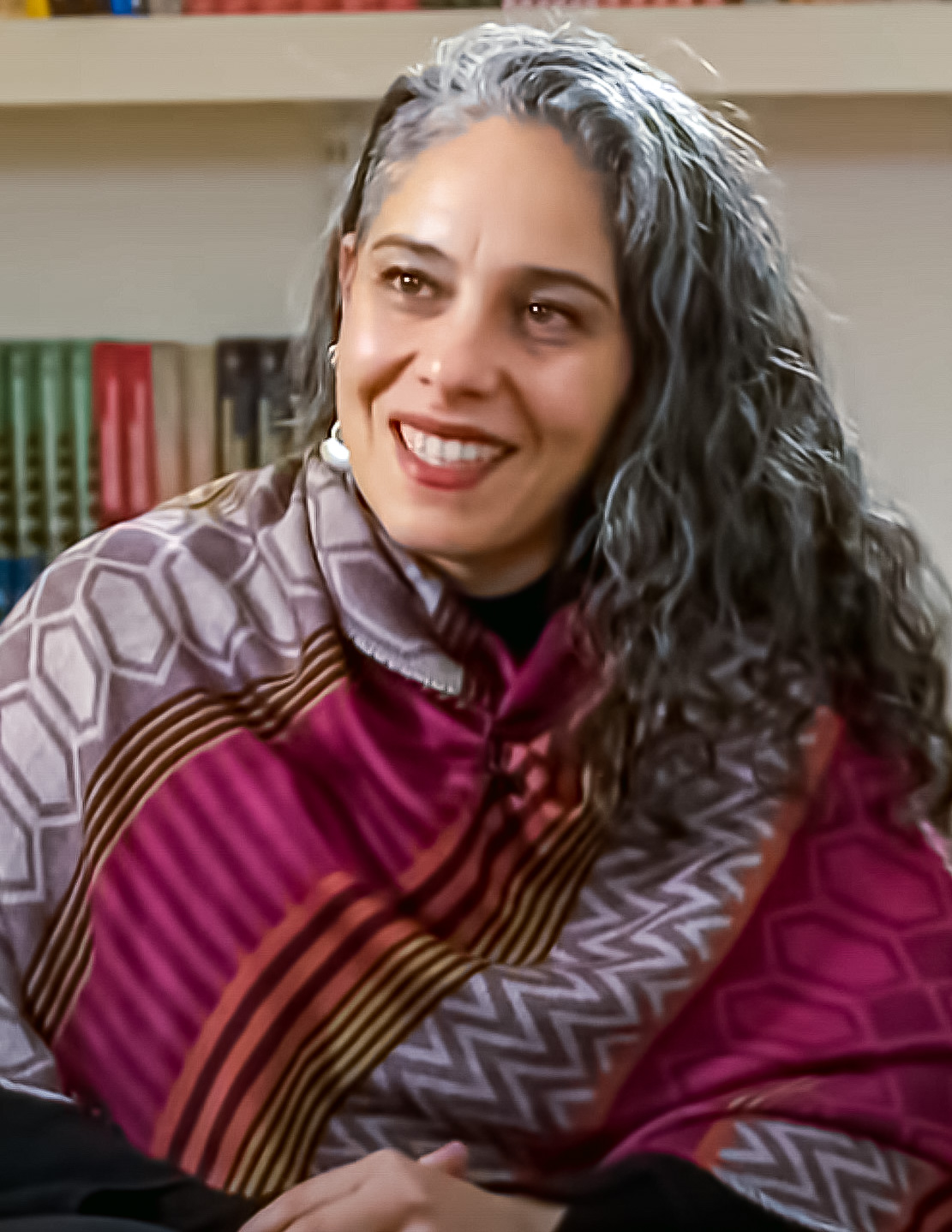
Su nieta, María José Pizarro, una de las partidarias del petrismo.

Juan Antonio Pizarro Leongómez, el mayor, es empresario.
Eduardo Pizarro Leongómez, es sociólogo,  cronista del conflicto armado, y  escritor.

#### Relación con sus hijos
A principios de los 60, su hijo mayor Juan Antonio se vinculó a la Juventud Comunista de Colombia  (JUCO), convenciendo a todos sus hermanos, Eduardo, Carlos, Hernando y Margot-Nina de seguirlo. Juan Antonio y Eduardo permanecieron en la JUCO, mientras que Carlos se vinculó  en 1970 como guerrillero a las Fuerzas Armadas Revolucionarias de Colombia (FARC), desertando en 1973, para ser uno de los fundadores del Movimiento 19 de abril (M-19) en 1973, al cual se vinculó también Margot Clemencia, su hermana llamada Nina. (Véase el libro de Laura Restrepo, Historia de un entusiasmo. Bogotá: Aguilar, 2005). 
Hernando, por su parte, ingresó también a la JUCO y después a las FARC con Carlos, desertando después para conformar un nuevo grupo guerrillero, el Comando Ricardo Franco, que reralizó acciones conjuntas con el M19 en el Valle del Cauca. Vera Grabe Loewenherz, compañera de los hermanos Pizarro en su militancia y activismo político, complementa muchos datos y fechas sobre los hijos del vicealmirante Pizarro García, y el impacto que le causó en su salud saberlos en la guerrilla. Respecto a la vinculación de sus 5 hijos con movimientos de izquierda, y 3 de ellos con grupos guerrilleros.
 Su esposa Margot  Fresia afirmó:

"Él nunca estuvo de acuerdo con que ellos estuvieran en los movimientos guerrilleros, pero siempre respetó sus decisiones"
Margot Leongómez

En una de sus cartas desde la prisión en la cárcel de La Picota, su hijo Carlos le escribió :

"Como tú, la inmensa mayoría de los colombianos, provenimos de familias liberales y conservadoras. Quienes tuvimos el privilegio de la educación, hemos sido formados, desde los primeros años escolares, en escuelas y colegios regentados por sacerdotes y religiosas o por el Estado mismo. Desde la más temprana edad aprendimos de boca de nuestros padres y maestros el respeto a las instituciones políticas del país, a sus servidores públicos y a las Fuerzas Armadas. 

(...)
Durante años aceptamos que los ideales cristianos de servicio, amor y justicia señalaban el quehacer de servidores públicos, industriales, banqueros, etc. 
(...) 
Durante gran parte de nuestras vidas confiamos nuestra honra, nuestros bienes, nuestra seguridad personal y la de la Patria a las manos de las Fuerzas Armadas. Durante una época excesivamente larga acatamos ingenuamente los poderes públicos y creímos en sus palabras. Más aún, colaboramos activamente en sus propuestas políticas, sociales y económicas.

Pero ese país que reconocíamos como nuestro se fue desdibujando. Ante nuestros ojos sorprendidos apareció una nación adolorida. Esa patria que tú y nuestros antepasados quisieron para nosotros no fue el país que recibimos."
Fragmento de Carta de Carlos Pizarro, Bogotá, 19 de enero de 1980.